# Distretto di Kherrata
Il distretto di Kherrata è un distretto della provincia di Béjaïa, in Algeria, con capoluogo Kherrata.